# Humna
Humna (polsky Gumna) jsou vesnice v jižním Polsku ve Slezském vojvodství v okrese Těšín ve gmině Dubovec. Leží na území Těšínského Slezska a čítala v roce 2008 431 obyvatel. Její název pochází od množného čísla výrazu humno.
Roku 1901 byl v obci založen evangelický hřbitov.
Jižní částí obce prochází rychlostní silnice S52 Bílsko-Bělá—Těšín, jejímž pokračováním je česká dálnice D48, a také „stará cesta“ z Bílska-Bělé do Těšína.